# Park prirode Povljansko polje
Park prirode Povljansko polje je planirani park prirode u Hrvatskoj. Područje se nalazi na otoku Pagu. koje se planira proglasiti parkom prirode obuhvaća slivno područje jezera Velog blata i područje do Dinjišćarskog polja, što bi obuhvatilo i Povljansko polje te ornitološki rezervat Malo blato za koje još nije definirano slivno područje.
Kao prvi korak prema prema proglašenju cijele Povljane rezervatom prirode jest odluka na sjednici općinskog vijeća Povljane o proglašenju slivnog područja jezera Velog blata rezervatom prirode donesena prvog tjedna rujna 2010. godine. Do 2010. Velo blato bilo je samo ornitološki rezervat. Općinske vlasti namjeravaju u budućnosti proglasiti cijelu Povljanu parkom prirode. Da bi izbjegli brzopletosti, za početak su proglasili samo područje Velog blata rezervatom prirode, da bi vidjeli što proglašenje parka prirode donosi, a što odnosi. Povljansko polje koje bi ušlo u park prirode stoljećima je osnovica poljoprivrede ovog kraja, a tu općinske vlasti još razmišljaju, jer je vrlo bitno hoće li se nakon proglašenja parka prirode u Povljanskom polju smjeti baviti poljoprivredom. Ne bude li se smjelo, projekt se neće širiti. Ako se bude smjelo baviti poljoprivredom u parku prirode i da se istovremeno postigne da se na prostoru polja neće smjeti graditi, što je jedan od glavnih ciljeva, da se prostor ne bi uništio nepotrebnom i prevelikom gradnjom, onda će općinari Povljansko polje proglasiti parkom prirode.

## Vanjske poveznice
- Zadarska županija: izmjene i dopune prostornog plana uređenja općine Povljana, Zagreb, 2007.  Arhivirana inačica izvorne stranice od 21. listopada 2012. (Wayback Machine)